# Brian Kilby
Brian Kilby (Coventry, Reino Unido, 26 de febrero de 1938-30 de junio de 2024) fue un atleta británico especializado en la prueba de maratón, en la que consiguió ser campeón europeo en 1962.

## Carrera deportiva
En el Campeonato Europeo de Atletismo de 1962 ganó la medalla de oro en la carrera de maratón, recorriendo los 42,195 km en un tiempo de 2:23:18 segundos, llegando a meta por delante del belga Aurèle Vandendriessche y del soviético Viktor Baykov (bronce con 2:24:19 segundos).